# Пољица Козичка
Пољица Козичка су насељено место у саставу града Вргорца, Сплитско-далматинска жупанија, Република Хрватска.

## Историја
До територијалне реорганизације у Хрватској налазила су се у саставу старе општине Вргорац.

## Становништво
На попису становништва 2011. године, Пољица Козичка су имала 172 становника.
| Број становника по пописима | Број становника по пописима | Број становника по пописима | Број становника по пописима | Број становника по пописима | Број становника по пописима | Број становника по пописима | Број становника по пописима | Број становника по пописима | Број становника по пописима | Број становника по пописима | Број становника по пописима | Број становника по пописима | Број становника по пописима | Број становника по пописима | Број становника по пописима |
| --------------------------- | --------------------------- | --------------------------- | --------------------------- | --------------------------- | --------------------------- | --------------------------- | --------------------------- | --------------------------- | --------------------------- | --------------------------- | --------------------------- | --------------------------- | --------------------------- | --------------------------- | --------------------------- |
| 1857                        | 1869                        | 1880                        | 1890                        | 1900                        | 1910                        | 1921                        | 1931                        | 1948                        | 1953                        | 1961                        | 1971                        | 1981                        | 1991                        | 2001                        | 2011                        |
| 803                         | 766                         | 843                         | 999                         | 1.169                       | 1.184                       | 1.103                       | 1.163                       | 1.091                       | 1.112                       | 1.078                       | 993                         | 643                         | 421                         | 255                         | 172                         |

Напомена: Од 1857. до 1880. и од 1900. до 1931. исказивано је под именом Пољица, Пољице у 1890. и Пољица Козичка од 1948. надаље.

### Попис1991.
На попису становништва 1991. године, насељено место Пољица Козичка је имало 421 становника, следећег националног састава:
| Попис 1991.‍ | Попис 1991.‍ | Попис 1991.‍ | Попис 1991.‍ | Попис 1991.‍ |
| ----------- | ----------- | ----------- | ----------- | ----------- |
|             |             |             |             |             |
| Хрвати      | Хрвати      |             | 408         | 96,91%      |
| непознато   | непознато   |             | 13          | 3,08%       |
| укупно: 421 |             |             |             |             |